# Shermine Shahrivar
Shermine Shahrivar vagy Shermine Sharivar (perzsául: شرمینه شهریور) (Irán, 1982–) 2005-ben megnyerte a Miss Európa választást Párizsban.

## Életrajz
Shermine Iránban született, egyéves korában a családjával Németországba költözött. 2004-ben megnyerte a Miss Deutschland szépségversenyt, majd 2005-ben ő lett Miss Európa. Részt vett a 2004-es Miss Universe választáson is. Édesapja iráni, édesanyja német származású. Shermine édesanyjával és három fiútestvérével él Németországban. Édesapja pilóta, és Iránban él.
A 174 cm magas szépség társadalomtudományt tanul; perzsa, német, angol és francia nyelveken beszél. Hobbija a lovaglás és az úszás.

## Külső hivatkozások
- Persian Mirror (Angol nyelven)
- Dance with shadows (Angol nyelven)
- Népszabadság online cikk
- Transindex[halott link]
- Historical look at beauty contests Archiválva 2002. március 30-i dátummal a Wayback Machine-ben